# Mégane Suc
Mégane Suc, née le 16 septembre 1990, est une volleyeuse française jouant au sein du CEP Poitiers Saint-Benoît Volley-Ball au poste de passeuse. 
Elle a fait ses classes au sein des équipes de France juniors. En parallèle de son activité sportive, elle est en formation CAPES pour devenir professeur de mathématiques.

## Mensurations
Elle mesure 1,73 m et pèse 59 kg.

## Palmarès
Vainqueur de la Coupe de France espoir 2011 / Ancienne Internationale Cadette et Junior